# 韋克蘭 (印第安納州)
韋克蘭（英語：Wakeland）是位於美國印地安納州摩根縣的一個非建制地區。該地的面積和人口皆未知。